# Джон, візник
«Джон, візник» (англ. John, the Wagoner) — американський короткометражний вестерн 1913 року.

## У ролях
- Гордон Секвілл — Джон, візник
- Гелен Кейс — Една, дружина Джона
- Том Форман — Рой, заступник шерифа
- Чарльз К. Френч — шериф